# Unionviertel

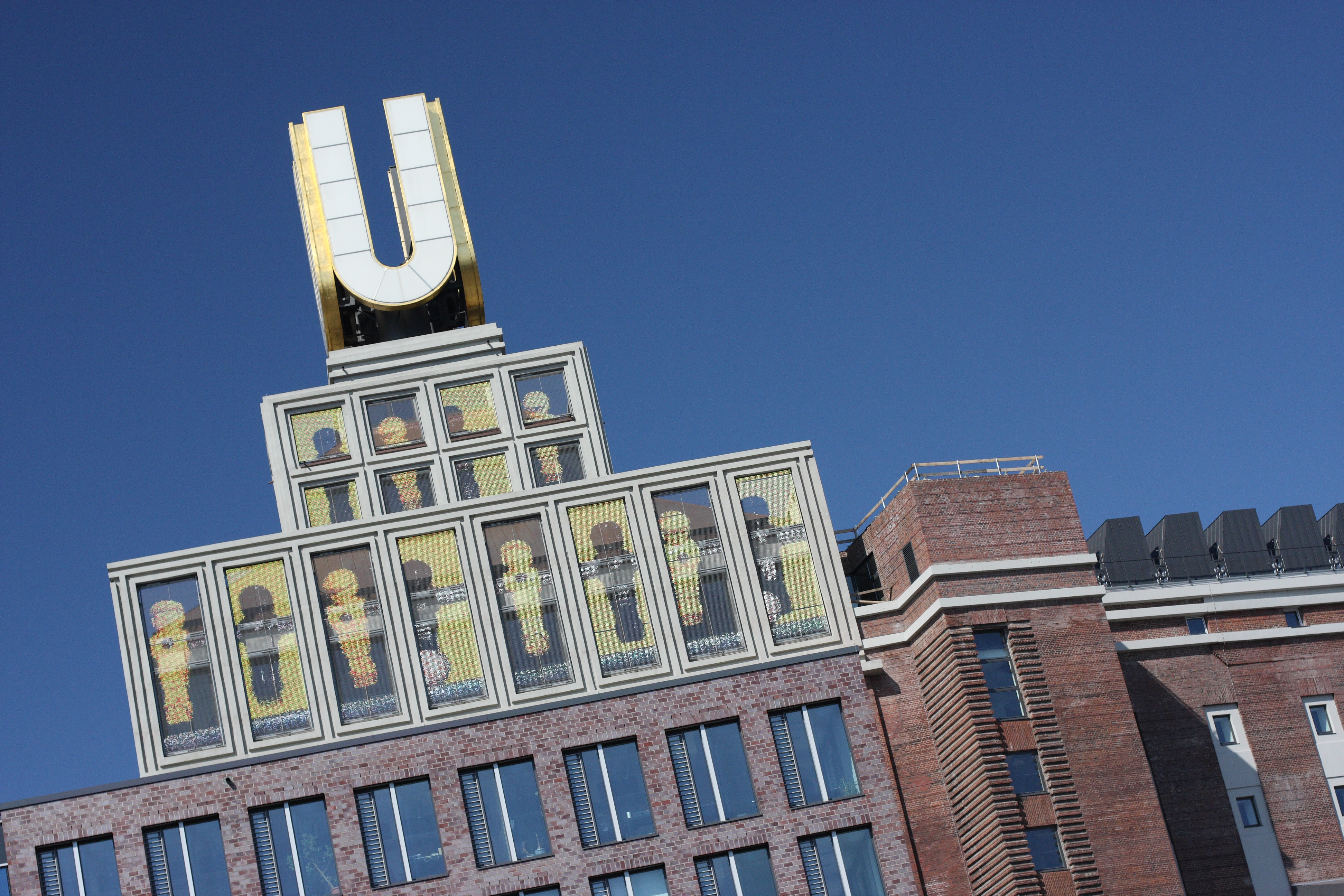
Dortmunder U

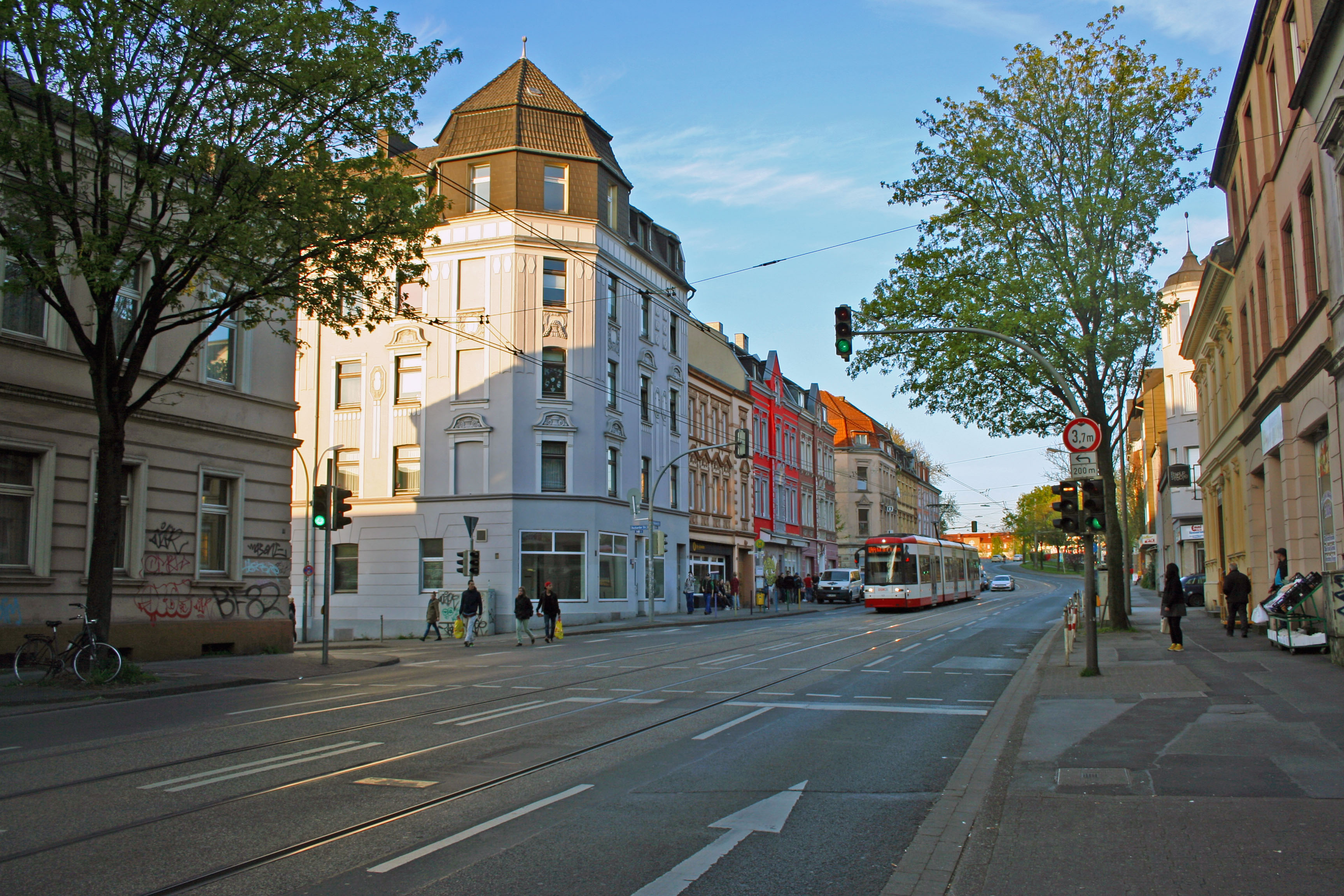
Rheinische Straße

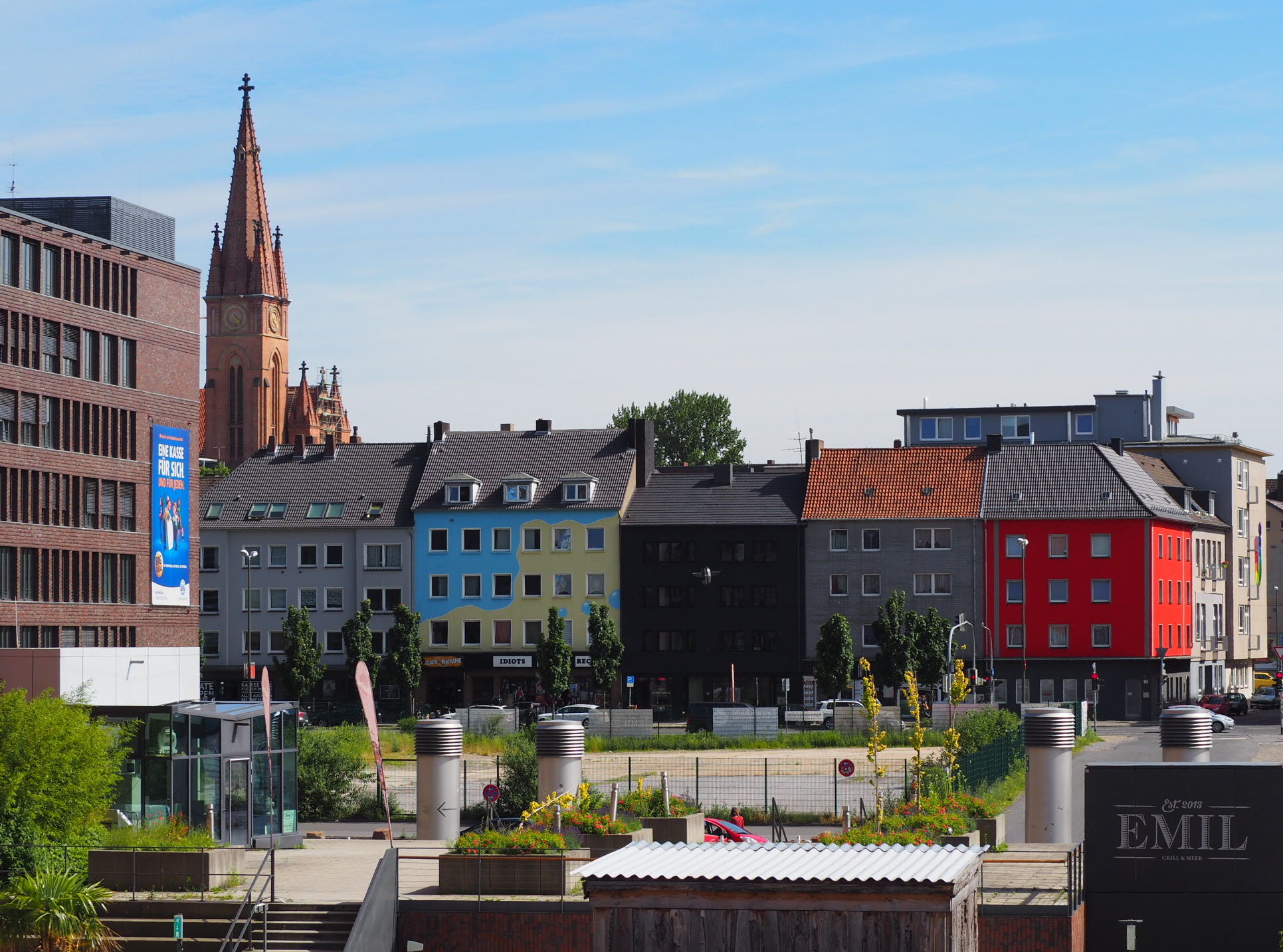
Stadtumbaugebiet Rheinische Straße

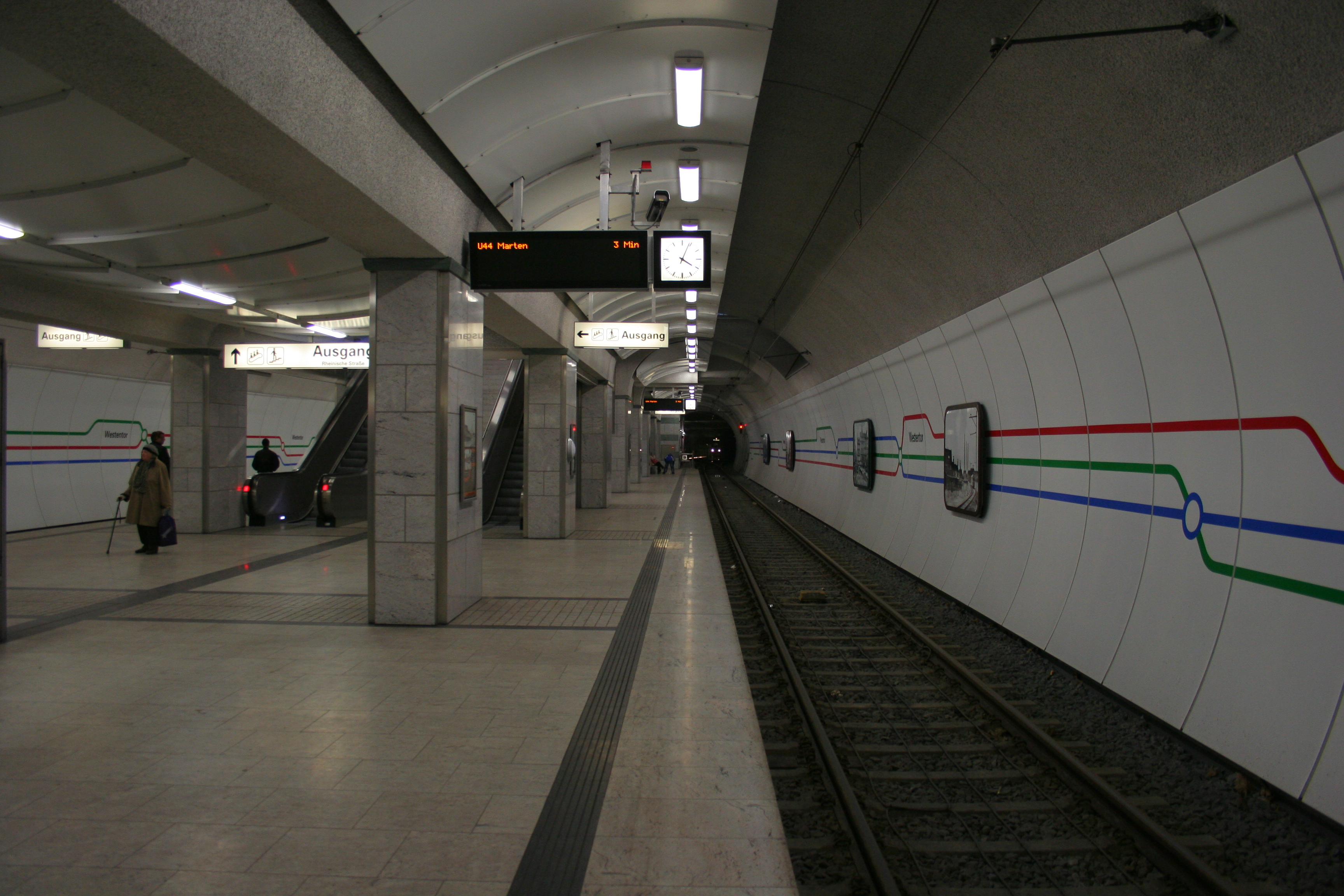
Unterirdische Haltestelle Westentor im Unionviertel

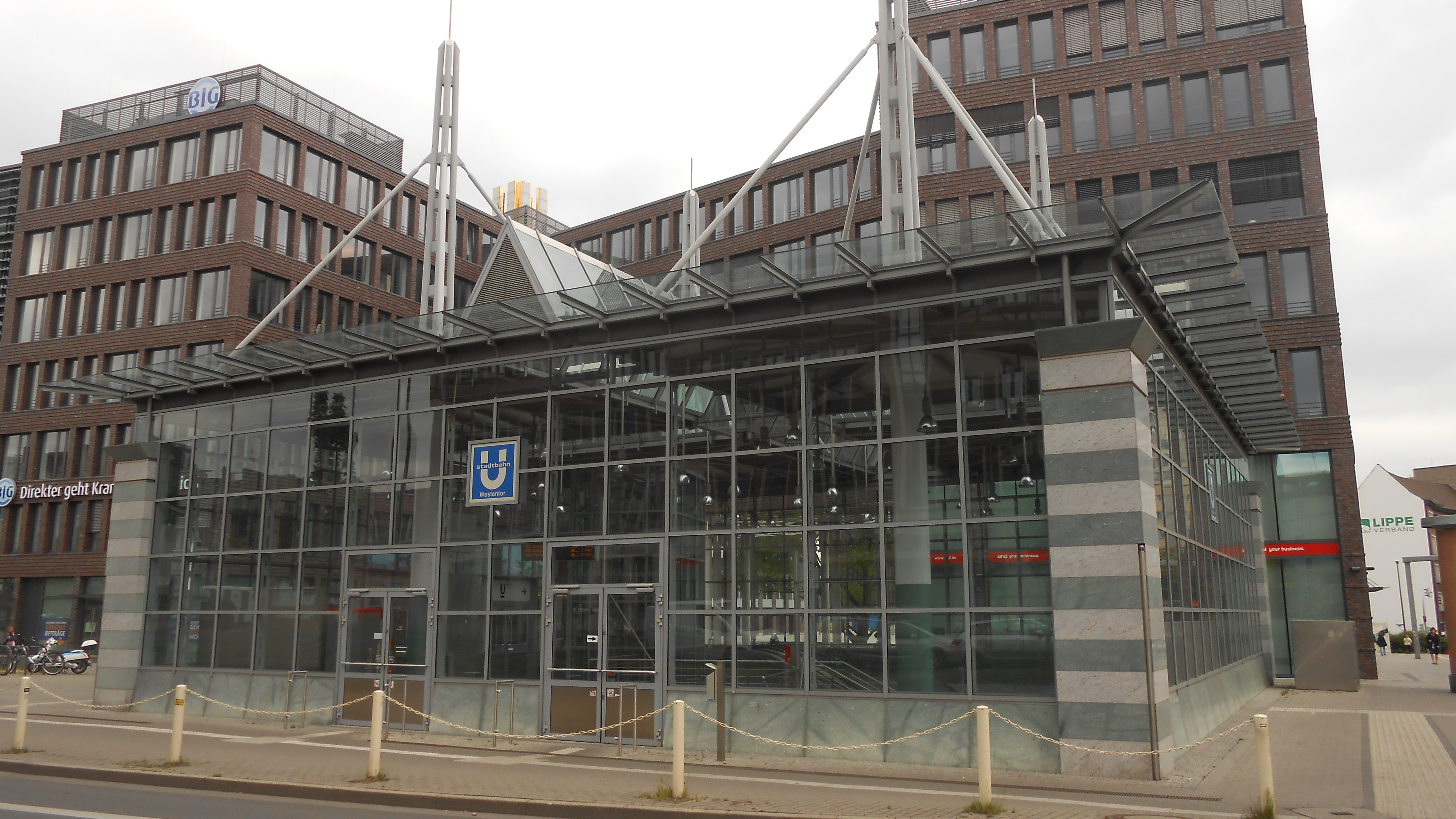
Haltestelle Westentor von außen

Das Unionviertel ist ein Stadtviertel im Westen der Dortmunder Innenstadt. Es ist der Statistische Unterbezirk Union im Stadtteil Dorstfelder Brücke, Stadtbezirk Innenstadt-West.
Lange Zeit war die Gegend um das Dortmunder U und entlang der Rheinischen Straße durch den Strukturwandel von Leerstand und sozialen Verwerfungen geprägt. Mittlerweile füllen sich Leerstände mit neuen Angeboten und das Areal erfreut sich auch als Wohnquartier für Künstler, Kreative und Studenten einer steigenden Nachfrage und einer multikulturellen Bevölkerung.
Zum Kulturhauptstadtjahr RUHR.2010 – Kulturhauptstadt Europas wurde das Dortmunder U, welches ein Teil des Unionviertels ist, zu einem Museum umgebaut und die Umgebung aufgewertet. Mit den sogenannten „Fliegenden Bildern“ ist das Dortmunder U weit über das Ruhrgebiet hinaus bekannt geworden. Nebenbei wurden die Berufskollegs Robert Bosch und Robert Schuman eröffnet.

## Lage
Das Unionviertel liegt im Stadtbezirk Innenstadt-West und gehört dort zum Statistischen Bezirk Dorstfelder Brücke. Es erstreckt sich entlang der Rheinischen Straße zwischen der Brücke über die Bahnstrecke Duisburg–Dortmund im Osten
und der Emscherbrücke im Westen. Die südliche Grenze bildet die S-Bahn-Strecke von Dortmund-Dorstfeld nach Dortmund-Stadthaus, in nördlicher Richtung wird das Viertel von industriellen Produktionsstätten (Thyssenkrupp Rothe Erde, HSP) auf dem Gelände der ehemaligen Dortmunder Union begrenzt. Im Osten grenzt das Viertel an den statistischen Unterbezirk Dorstfelder Brücke.

## Bevölkerung

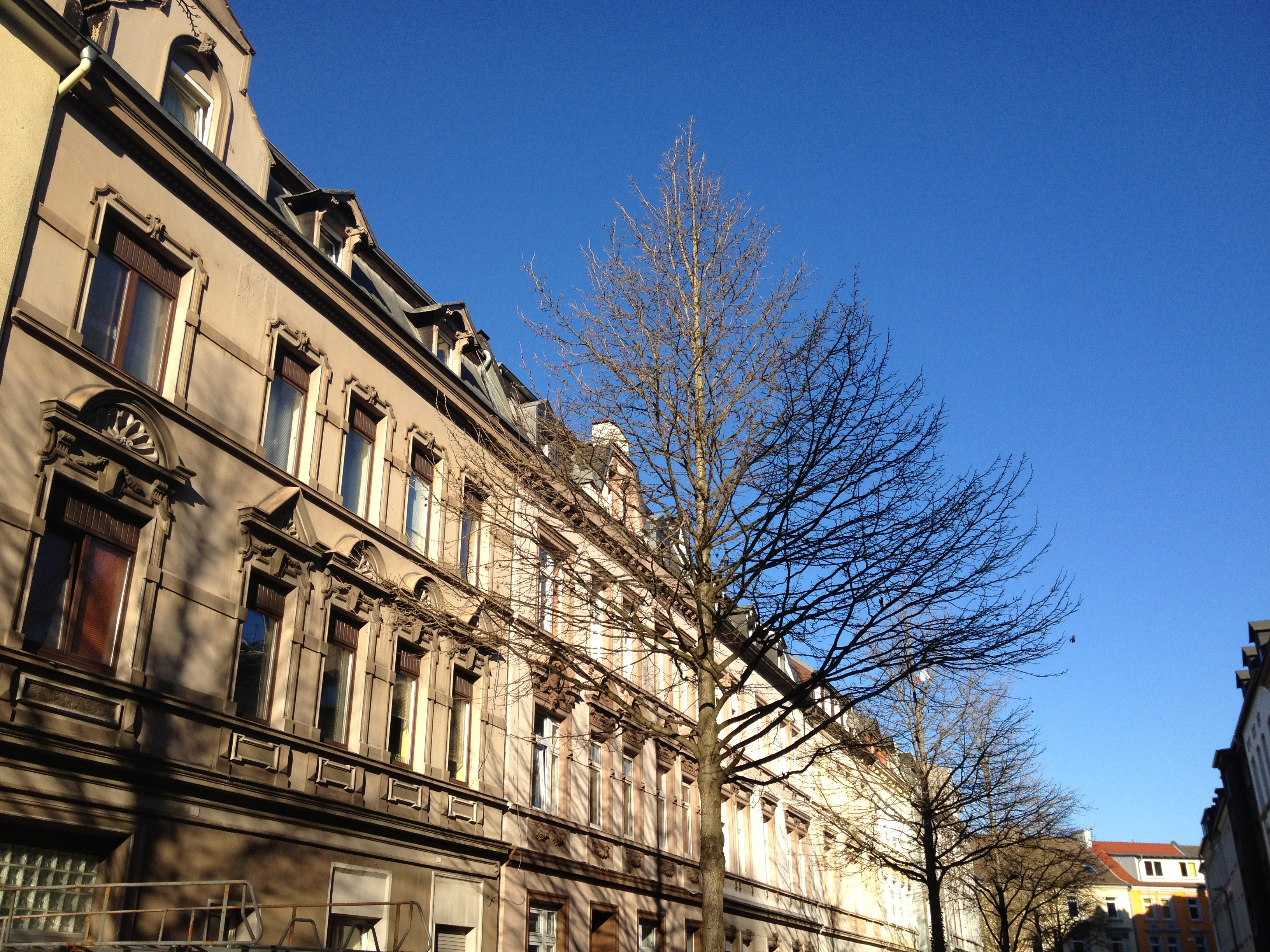
Typische Wohnbebauung

Am 31. Dezember 2018 lebten 1.558 Einwohner im Unionviertel.
Strukturdaten der Bevölkerung Brünninghausens:
- Bevölkerungsanteil der unter 18-Jährigen: 16,2 % [Dortmunder Durchschnitt: 16,2 % (2018)][3]
- Bevölkerungsanteil der mindestens 65-Jährigen: 8,3 % [Dortmunder Durchschnitt: 20,2 % (2018)][4]
- Ausländeranteil: 50,3 % [Dortmunder Durchschnitt: 18,2 % (2018)][5]
- Arbeitslosenquote: 15,9 % [Dortmunder Durchschnitt: 9,8 % (2018)][6]

Ein katholischer und ein städtischer Kindergarten decken die Betreuung von Kleinkindern ab; der Standort Beuthstraße 21 der Tremoniaschule, einer städtischen Förderschule, wurde im Frühjahr 2012 geschlossen. Weitere soziale Einrichtungen sind das Zentrum für Gehörlosenkultur und eine Produktionsschule als Bildungseinrichtung für benachteiligte Jugendliche. Treffpunkte mit Beratung werden vom Familienzentrum des katholischen Kindergartens, dem tamilischen Verein, dem Moscheeverein und der polnischen Mission angeboten. In der Beuthstraße 21 ist inzwischen das Haus der Vielfalt untergebracht, dort befinden sich eine Vielzahl von Migrantenorganisationen.

## Geschichte

### Industrialisierung
Die Zeit der Industrialisierung brachte Dortmund gegen Mitte des 19. Jahrhunderts einen großen wirtschaftlichen Aufschwung. Durch das starke Bevölkerungswachstum entstand entlang der Ausfallstraßen aus der Innenstadt und nahe der Industrieanlagen eine umfangreiche Wohnbebauung. Die gründerzeitlichen Bauten waren durchsetzt mit Gewerbe der unterschiedlichsten Art, oft in den Hinterhöfen der Gebäude. Zumeist waren es Kaufleute und Kleinunternehmer, die die Häuser bauten. Aufgrund der großen Nachfrage und den insgesamt schlechten Lebens- und Umweltbedingungen rund um die Industrieanlagen wurde 1893 wurde der Spar- und Bauverein gegründet, welcher einen genossenschaftlichen Wohnungsbau forcierte. Bereits zum Ende des 19. Jahrhunderts waren im Quartier mehrere moderne genossenschaftliche Wohnkomplexe u. a. in der Adler-, Lange- und Paulinenstraße gebaut. Ab 1900 siedelten sich verstärkt verschiedene Brauerei entlang der Rheinischen Straße im Viertel. Am Westentor stand die Dortmunder Union-Brauerei mit ihrem 1926 errichteten Turmbau (Dortmunder U) und „erdrückte“ optisch die daneben gelegene Lindenbrauerei. Westlich folgte die Dortmunder Ritter Brauerei, die Germania-Brauerei und an der Dorstfelder Brücke gelegen die Dortmunder Actien-Brauerei. Im Volksmund war die Rheinische Straße auch als „Straße des Bieres“ und „Biermeile“ bekannt.

### Zweiter Weltkrieg
Aufgrund seiner Lage zwischen den großen Industrieanlagen wurde das Viertel im Zweiten Weltkrieg stark zerstört. Ein großer Teil der Gebäude entlang der Rheinischen Straße und rund um das Dortmunder U wurden zerstört und teilweise modern oder nicht wieder aufgebaut. Im westlichen Abschnitt des Viertels ist die Bebauungsstruktur jedoch stark divergent und besitzt ab der Dorstfelder Brücke einen hohen Altbauanteil.

### Ab den 1970er Jahren
Mit dem Niedergang prägender Industrien Mitte der 1970er Jahre kam es zu einem langsamen Niedergang des Viertels, so lag die Leerstandsquote Ende 2009 mit 9,4 Prozent deutlich über dem Durchschnittswert der Stadt Dortmund (3,6 %). Seit dem Verlegen der Straßenbahnlinien 403 und 404 unterirdisch hat der mit dem Strukturwandel verbundene Stadtumbau in den letzten Jahren zu einer Revitalisierung des Quartiers geführt, das wieder eine steigende Attraktivität besitzt. Aufgrund der günstigen Mieten, der günstigen Verkehrsanbindung und seiner städtebaulichen Struktur mit einem hohen Bestand an Jugendstilbauten entwickelte sich das Unionviertel zu einem attraktiven Umfeld für Künstler, Kreative, innovative Gründer und Studenten.

### Heute
Das Unionviertel gehört zum Stadtumbauprogramm Rheinische Straße. Seit 2012 wird mit einer Imagekampagne versucht, den Namen Unionviertel auf das gesamte Stadtumbaugebiet Rheinische Straße bzw. den Statistischen Bezirk Dorstfelder Brücke auszudehnen und das Viertel als Kreativquartier zu beleben.

## Wohnungen und Gebäude

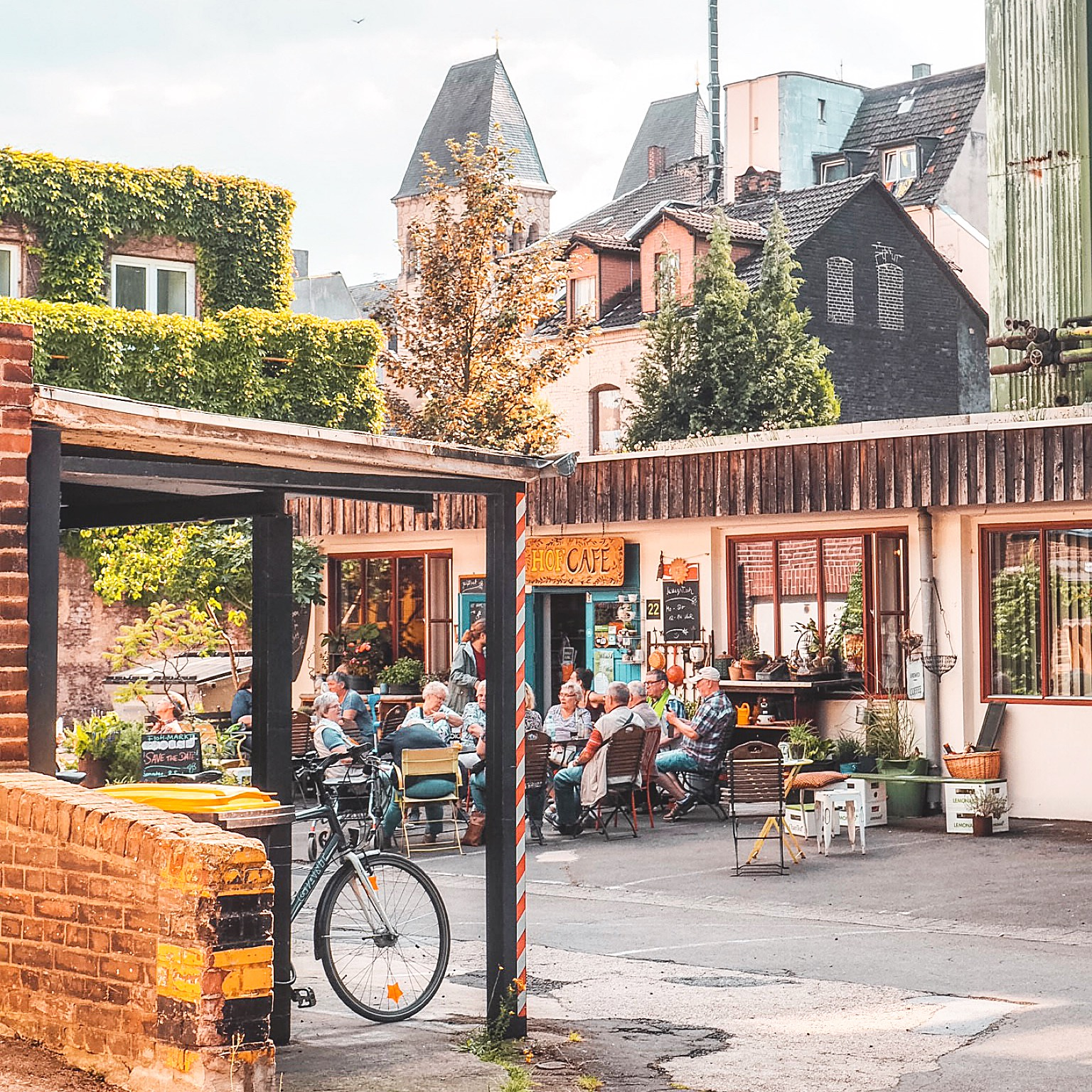
Union Gewerbehof

Die Wohnbebauung westlich der Dorstfelder Brücke in dem Statistischen Unterbezirk Union umfasst Wohnungen, die sich größtenteils in Privateigentum befinden. Während im östlichen Bereich Blockrandbebauung mit gründerzeitlichen Fassaden vorherrscht, lockert sich die Gebäudestruktur Richtung Westen auf, die meisten Gebäude wurden vor 1949 errichtet.
Im Union Gewerbehof an der Huckarder Straße hat sich mit Hilfe von Anschubfinanzierungen aus der Eigeninitiative arbeitsloser Menschen ein vitaler Standort für kleine und mittlere Unternehmen entwickelt. Alle Objekte sind vermietet, circa 60 Unternehmen beschäftigen 190 Mitarbeiter. Die Stadt Dortmund will den Standort durch Umwandlung von Wohnungen in Gewerbeflächen weiter ausbauen. Aufgrund der hohen Nachfrage nach Studentenwohnungen im Stadtteil, verwirklicht sich diese Strategie allerdings nicht.
Die St. Anna-Kirche und das ehemalige Verwaltungsgebäude Union liegen im Stadtviertel. Ab 2018 soll das Gebäude in ein Vier-Sterne-Hotel mit 210 Zimmern auf einer Fläche von rund 15.500 Quadratmetern umgewandelt werden.

## Verkehr
Am Südrand des Unionviertels befindet sich der Bahnhof Dortmund West, an dem die zwischen Dortmund-Lütgendortmund und Unna verkehrende S-Bahn-Linie S 4 hält.
Auf der Rheinischen Straße verkehren die Stadtbahnlinien U 43 und U 44 mit den Haltestellen Ottostraße, Ofenstraße, Heinrichstraße, Unionstraße und Westentor. Zusätzlich wird das Viertel durch die Buslinien 452 und 453 der DSW21 erschlossen.